# Eyalato de Ioánina
El eyalato de Ioánina (en turco otomano: ایالت یانیه, Eyālet-i Yānyâ‎) era una entidad territorial administrativa del Imperio otomano ubicada en el territorio del actual sur de Albania, centro y norte de Grecia. Se formó en 1670 [cita requerida] y su centro administrativo era Ioánina. En el período 1788-1822 Ali Pachá, el sanjakbey de Tríkala, tomó el control de Ioánina y, después de reclutar a la mayoría de los bandidos locales bajo su propia bandera, aprovechó un gobierno otomano débil para hacerse con el control del eyalato y la mayor parte de Albania y Grecia continental, transformándolo en el bajalato semiautónomo de Yanina. Después de su muerte en 1822, el Imperio otomano restableció el eyalato de Ioánina, que existió hasta el establecimiento del valiato de Ioánina en 1867. 

## Divisiones administrativas
Sanjacados del eyalato a mediados del siglo XIX:
1. Sanjacado de Berat
2. Sanjacado de Arghiri
3. Sanjacado de Ioánina
4. Sanjacado de Narda (Arta)